# Winniki (Opole)
Pour les articles homonymes, voir Winniki.
Winniki est une localité polonaise de la gmina et du powiat de Namysłów en voïvodie d'Opole.